# Kämpfe um Elsass und Lothringen (1944)
1944: Overlord · Dragoon · Mons · Market Garden · Scheldemündung · Aachen · Hürtgenwald · Queen · Elsass-Lothringen · Ardennen
1945: Nordwind · Bodenplatte · Blackcock · Colmar · Veritable · Grenade · Blockbuster · Lumberjack · Undertone · Plunder · Flashpoint · Aschaffenburg · Würzburg · Ruhrkessel · Friesoythe · Nürnberg
Die Kämpfe um Elsass und Lothringen im Zweiten Weltkrieg fanden Ende 1944 statt. Seit dem Westfeldzug 1940 waren diese französischen Gebiete von der deutschen Wehrmacht besetzt. Das frühere Reichsland Elsaß-Lothringen hatte der NS-Staat de facto annektiert und einem Chef der Zivilverwaltung unterstellt.

## Vorgeschichte
Nachdem alliierte Truppen im August und September 1944 die Wehrmacht aus großen Teilen Frankreichs herausgedrängt hatten, kam der schnelle Vormarsch der Alliierten Mitte September an der belgisch-niederländischen und belgisch-deutschen Grenze sowie an der Mosel und deren Nebenflüssen zum Stehen. Auch das Elsass und Lothringen blieben zunächst in deutscher Hand, einige Teilregionen sogar bis März 1945. Da das SHAEF-Hauptquartier zunächst mit dem Rheindelta und mit Aachen andere Schwerpunkte verfolgte, gab es im September und Oktober 1944 nur örtliche Kampfhandlungen.

## Kampfhandlungen
Auf Drängen Frankreichs und in der Hoffnung, hier aus der Bewegung in den Westwall einzubrechen und hohe Verluste wie in den vorangegangenen Kämpfen vermeiden zu können, entschloss sich das SHAEF dennoch zu einer Offensive in diesem Abschnitt, mit der von Mitte November bis Mitte Dezember 1944 große Teile des Elsass und Lothringens erobert werden konnten. Am 12. November 1944 trat die 6. US-Heeresgruppe im Zusammenwirken mit der 3. US-Armee zur Offensive beiderseits der Vogesen an. Die alliierten Armeen durchbrachen die Zaberner Steige und die Burgundische Pforte und erreichten das  Flussufer im Oberrheingraben am 19. November bei Mülhausen und am 23. November bei Straßburg.

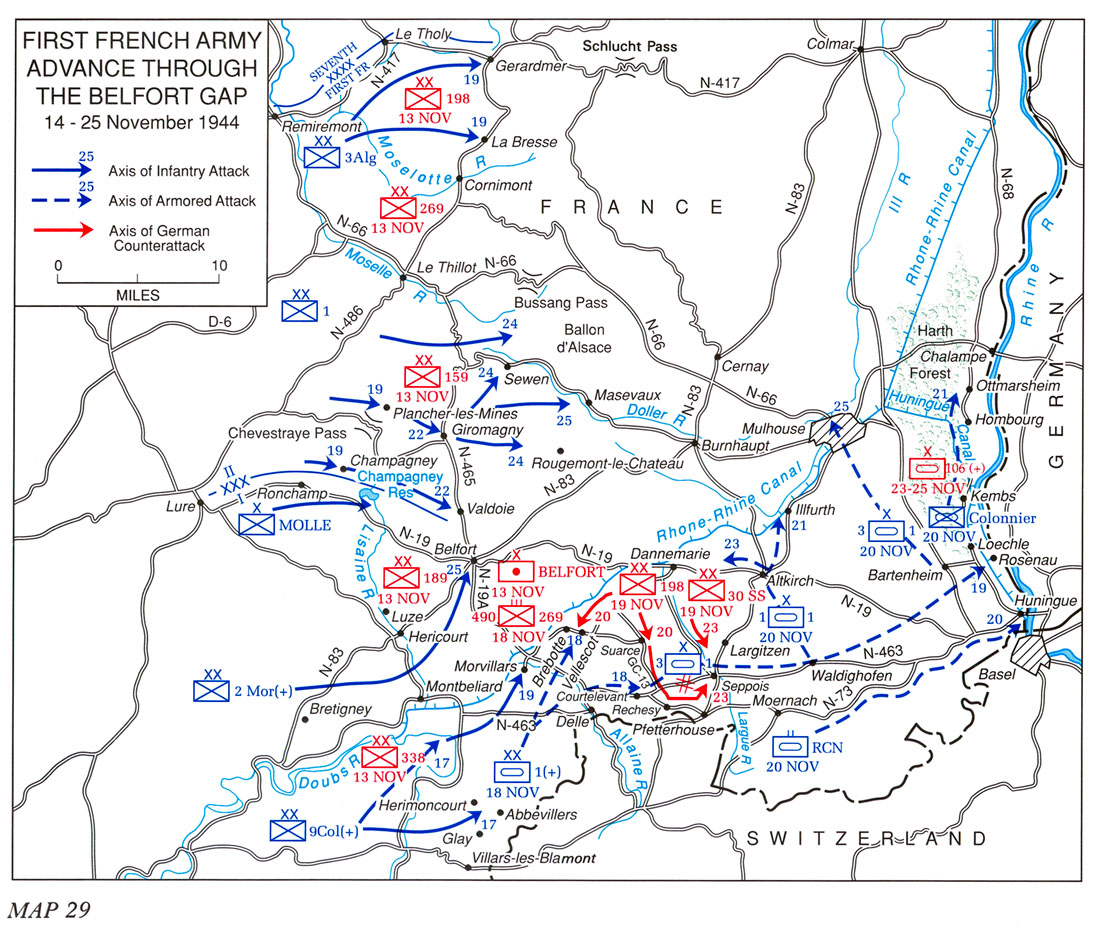
Die französische 1. Armee erreichte als erstes den Oberrhein

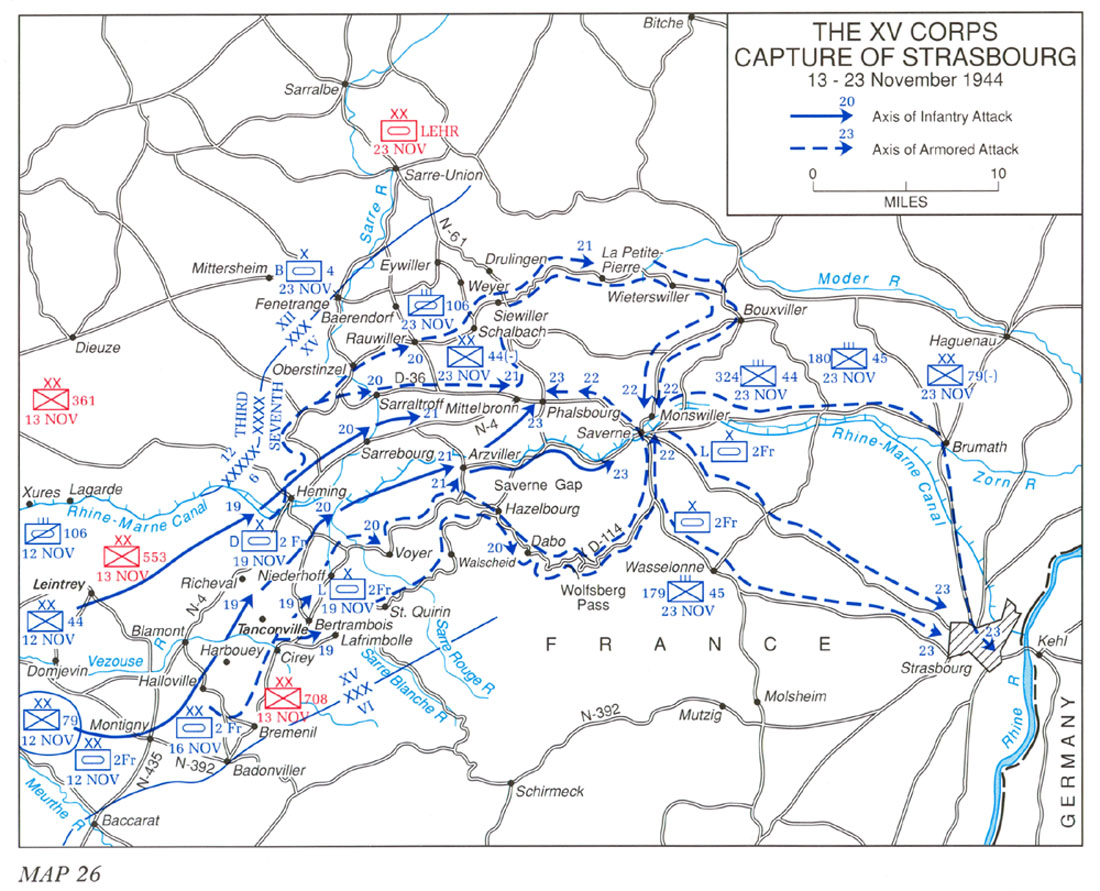
Nach Einnahme des Schlüsselgeländes der Zaberner Steige erreichte die 7. US-Armee den Oberrhein und blieb am Westufer des Rheins stehen

Anfang bis Mitte Dezember hatten sie die deutsche 1. Armee weitestgehend aus dem Unterelsass nach Norden zurückgedrängt und Teile der 19. Armee im Brückenkopf Elsass umfasst. Letztere wurde am 2. Dezember 1944 aus der Heeresgruppe G herausgenommen und in die neu gebildete Heeresgruppe Oberrhein überführt, deren Oberbefehl Himmler am 10. Dezember erhielt und die direkt dem Führerhauptquartier unterstand.
Am 19. Dezember räumten Wehrmacht-Soldaten das (zur Maginot-Linie gehörende) Artilleriewerk Simserhof (bei Bitsch, 30 km südlich von Zweibrücken); alliierte Soldaten besetzten es.
Die Ardennenoffensive zwang die alliierten Truppen am 19. Dezember zum Abbruch der Angriffe und zur Umgliederung der 3. US-Armee.
Dadurch herrschte im Elsass und in Lothringen militärisch Ruhe, bis dort die Wehrmacht am 31. Dezember 1944 das Unternehmen Nordwind begann, ihre letzte Offensive an der Westfront.

## Nach den Kämpfen
Die Deutschen beendeten ihr Unternehmen Nordwind am 25. Januar mit einigen Erfolgen. Sie hielten nun wieder rund 40 Prozent des Elsass besetzt.
Durch das Ausweichen hinter die Moder verschafften sich die alliierten Kräfte die Handlungsfreiheit für einen Angriff auf den nunmehrigen deutschen Brückenkopf im Elsass, der zur Zerschlagung mehrerer deutscher Divisionen in den Vogesen und zur Beseitigung ebendieses Brückenkopfes am 9. Februar 1945 führte. In diesem Zeitraum wurden auch Teile des ehemaligen Gambsheimer Brückenkopfes zurückerobert.
Das Gebiet zwischen Moder und den deutschen Ausgangsstellungen räumten die dortigen deutschen Truppen erst während der folgenden Angriffs-Operation Undertone (15. bis 24. März 1945).